# Марк Атилий Регул (консул 267 пр.н.е.)
Вижте пояснителната страница за други личности с името Марк Атилий Регул.
Марк Атилий Регул (на латински: Marcus Atilius Regulus; † 250 пр.н.е.) e политик и генерал на Римската република през първата пуническа война.

## Биография
Син е на Марк Атилий Регул (консул 294 пр.н.е.) и внук на Марк Атилий Регул Кален (консул 335 пр.н.е.). Той е женен за Марция и е баща на Марк (консул 227 пр.н.е.) и на Гай (консул 225 пр.н.е.). Негов брат или братовчед e Гай (консул през 257 и 250 пр.н.е.).
През 267 пр.н.е. Регул е консул с Луций Юлий Либон, побеждава салентините в Долна Италия и завладява Брундизиум (Бриндизи).
През 256 пр.н.е., по време на Първата пуническа война, той е избран за суфектконсул, този път заедно с Луций Манлий Вулзон Лонг. Двамата повеждат морска експедиция срещу Картаген в Северна Африка. В битката при нос Екном (на южния бряг на Сицилия) побеждават картагенската флота. В Африка Регул има в началото успехи, но в битката при Тунис през 255 пр.н.е. войската му е разбита от картагенците с помощта на спартанеца Ксантип. Регул попада в плен и е убит пет години по-късно, заради честната си дума.